# Коштялек, Йозеф
Йозеф Коштялек (чеш. Josef Košťálek; 31 августа 1909, Кладно — 21 ноября 1971) — чехословацкий футболист, игравший на позиции полузащитника, серебряный призёр чемпионата мира 1934 года. По завершении игровой карьеры — тренер.
Выступал, в частности, за клуб «Спарта» (Прага), а также национальную сборную Чехии.
Пятикратный чемпион Чехословакии. Обладатель Кубка Митропы.

## Клубная карьера
Во взрослом футболе дебютировал в 1929 году выступлениями за команду «Спарта» (Прага), в которой провел шестнадцать сезонов. За это время завоевал титул обладателя Кубка Митропы.
В течение 1945—1946 годов защищал цвета команды клуба «Спарта» (Поважска-Бистрица).
Завершил профессиональную игровую карьеру в клубе «Раковник», за команду которого выступал на протяжении 1946—1951 годов.

## Карьера в сборной
1930 дебютировал в официальных матчах в составе национальной сборной Чехословакии. В течение карьеры в национальной команде, которая длилась 9 лет, провел в форме главной команды страны 43 матча, забив 2 гола.
В составе сборной был участником чемпионата мира 1934 года в Италии, где вместе с командой завоевал «серебро», а также чемпионата мира 1938 во Франции.

## Карьера тренера
Начал тренерскую карьеру, вернувшись к футболу после небольшого перерыва, в 1957 году, возглавив тренерский штаб клуба «Кладно» . Опыт тренерской работы ограничился этим клубом.
Умер 21 ноября 1971 года на 63-м году жизни.

## Титулы и достижения
- Чемпион Чехословакии (5):

«Спарта» (Прага) : 1931/32, 1935/36, 1937/38, 1938/39, 1943/44
- Обладатель Кубка Митропы (1):

«Спарта» (Прага) : 1935
- Финалист Кубка Митропы (2):

«Спарта» (Прага) : 1930, 1936
- Обладатель Среднечешского кубка (2):

«Спарта» (Прага) : 1934, 1934, 1936